# Liste der Monuments historiques in Saint-Hilaire-des-Loges
Die Liste der Monuments historiques in Saint-Hilaire-des-Loges führt die Monuments historiques in der französischen Gemeinde Saint-Hilaire-des-Loges auf.

## Liste der Bauwerke
| Bezeichnung          | Beschreibung | Standort | Kennzeichnung | Schutzstatus | Datum | Bild           |
| -------------------- | ------------ | -------- | ------------- | ------------ | ----- | -------------- |
| Kirche Saint-Hilaire |              | (Lage)   | PA00110248    | Inscrit      | 1926  | weitere Bilder |

## Liste der Objekte
- Monuments historiques (Objekte) in Saint-Hilaire-des-Loges in der Base Palissy des französischen Kultusministeriums